# Trattenbachtal (Oberpinzgau)
Das Trattenbachtal, das Tal des Trattenbachs, ist ein kleines Nebental des Oberpinzgau (oberstes Salzachtal) in den Kitzbüheler Alpen, im Gemeindegebiet Neukirchen am Großvenediger und Wald im Pinzgau. Das Bestimmungswort des Namens leitet sich vom mittelhochdeutschem Wort dræte „schnell, ungestüm, wild“ ab.

## Lage und Landschaft
Das Tal beginnt direkt oberhalb des Orts Wald, der auf dem Schuttriedel des Trattenbachs liegt. In den Hangterrassen der Salzach, zwischen Baxrain (links, Gemeinde Neukirchen) und Vorderwaldberg (rechts, Wald), hat der Bach einen tiefen Einschnitt hinterlassen, der großteils bewaldet und unwegsam ist.
Der Mittellauf zieht sich sanft zwischen Trattenbacheck (2063 m ü. A., links) und Laubkogel (2317 m ü. A., rechts) nordwärts. Er hat einen teils freien Talgrund und ist sonst ebenfalls dicht bewaldet.
Im Bereich des Talkessels unterhalb der Sonntagsalm am Steinkogel (2299 m ü. A.), biegt das Tal nach Westen ab, nimmt eine Hangschulter und führt als weites Hochtal, der Trattenbachalm, mit Freimöserkopf (2005 m ü. A.) und Mitterkopf (2306 m ü. A.) im Norden, zum Quellgebiet am Kröndlhorn (2444 m ü. A.).
Durch das Tal führt ein Ziehweg/Forstweg (⊙) von Neukirchen-Roßberg her.

## Lauf des Trattenbachs
Der Bach selbst entspringt im Raum der Trattenbach-Hochalm, in Höhenlagen über 2100 m, aus zahlreichen kleinen Quellgerinnen.
Am Talknick nimmt er von Norden den Filzbach von der Filzscharte (1686 m ü. A., in das tirolische Windauer Achental) auf. Vom Laubkogel her kommen dann noch mit Tortalbach (Tortal nach dem Toreck, 2160 m ü. A., Nebengipfel des Laubkogels) und Happingbach (von der Happingalm) zwei größere Nebenbäche. Bei Wald tritt der Bach in das Salzachtal und mündet 400 m südlich des Orts von links in die Salzach.

## Geologie

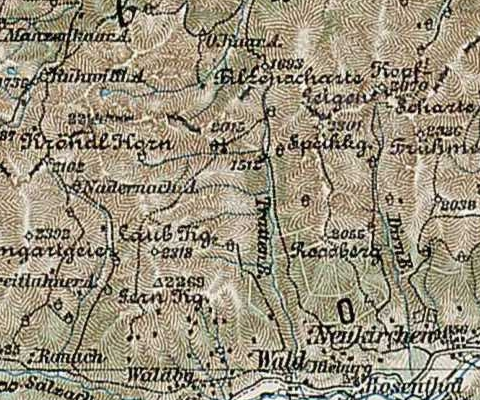
„Tratten B(ach)“. Franzisco-Josephinische Landesaufnahme, Blatt 30–47 Bruneck, um 1900

Das Trattenbachtal gehört nicht mehr zur Grauwackenzone, die die Kitzbühler Alpen gutteils aufbaut, sondern schon zum – bei Mittersill beginnenden – Innsbrucker Quarzphyllitkomplex, das sind Phyllite und Quarzphylite (Tonglimmerschiefer), also auch – geologisch – nicht mehr zu den Nördlichen Kalkalpen, sondern dem Koralpe–Wölz-Deckensystem der Zentralalpen. Die Gesteine sind altpaläozoisch (unspezifisch älter als etwa 250 Mio. Jahre), gehören also zu den ältesten Formationen der Alpen. Die östlichen Berge bilden darin eine geologische Besonderheit, den Steinkogel-Schieferkomplex, eine Deckscholle teils granatführender Schiefer mit Quarziten, Gneisen und Amphiboliten. Westlich, am Laubkogel, finden sich Schollen paläozoischer Kalkmarmore und Dolomite. Die unterschiedlichen Gesteine formen auch das asymmetrische Querprofil des Tals, die härteren Steinkogelschiefer bilden eine Talflanke von 35°, die weicheren Phyllite von 20°. Beiderseits des Mitteltals, besonders aber im Phyllit, handelt es sich um mächtige ausgedehnte Sackungen, im Verband bewegte Felsmassen, ein vermutlich einmaliges, spät- oder nacheiszeitliches Ereignis.
Das Hintertal ist geologisch stabil, mit Gletscherschurf (Moränenreste an beiden Talseiten).

## Wildbachschutz und Wassernutzung (Kraftwerk Trattenbach)
Das Tal wird immer wieder von folgenschweren Unwettern heimgesucht. Etwa 1800 m nach Beginn des Ziehweges liegt auf der linken Seite ein Rückhaltebecken mit Staumauer für Geröll ⊙.
Im Jahr 2006 und 2011 beispielsweise wurde es notwendig, den Forstweg in Stücken wiederherzustellen, da Muren diesen weggerissen hatten. Auch musste 2011 das Vieh vorübergehend von der Alm abgetrieben werden, weil die Ausfuhr der Milch nicht möglich war.
An der Mündung in Wald befindet sich ein Klein-Wasserkraftwerk zur Stromerzeugung (Kraftwerk Trattenbach), mit der Ausleitung (Speicherbecken Trattenbach) 700 m oberhalb des Rückhaltebeckens (Fluss-km 5, ⊙), mit dem Krafthaus direkt an der Salzach (⊙).
Am Oberlauf findet sich noch ein zweites Kleinwerk, das Kraftwerk Niederkaser (Kröll, ⊙).

## Wege und Touren

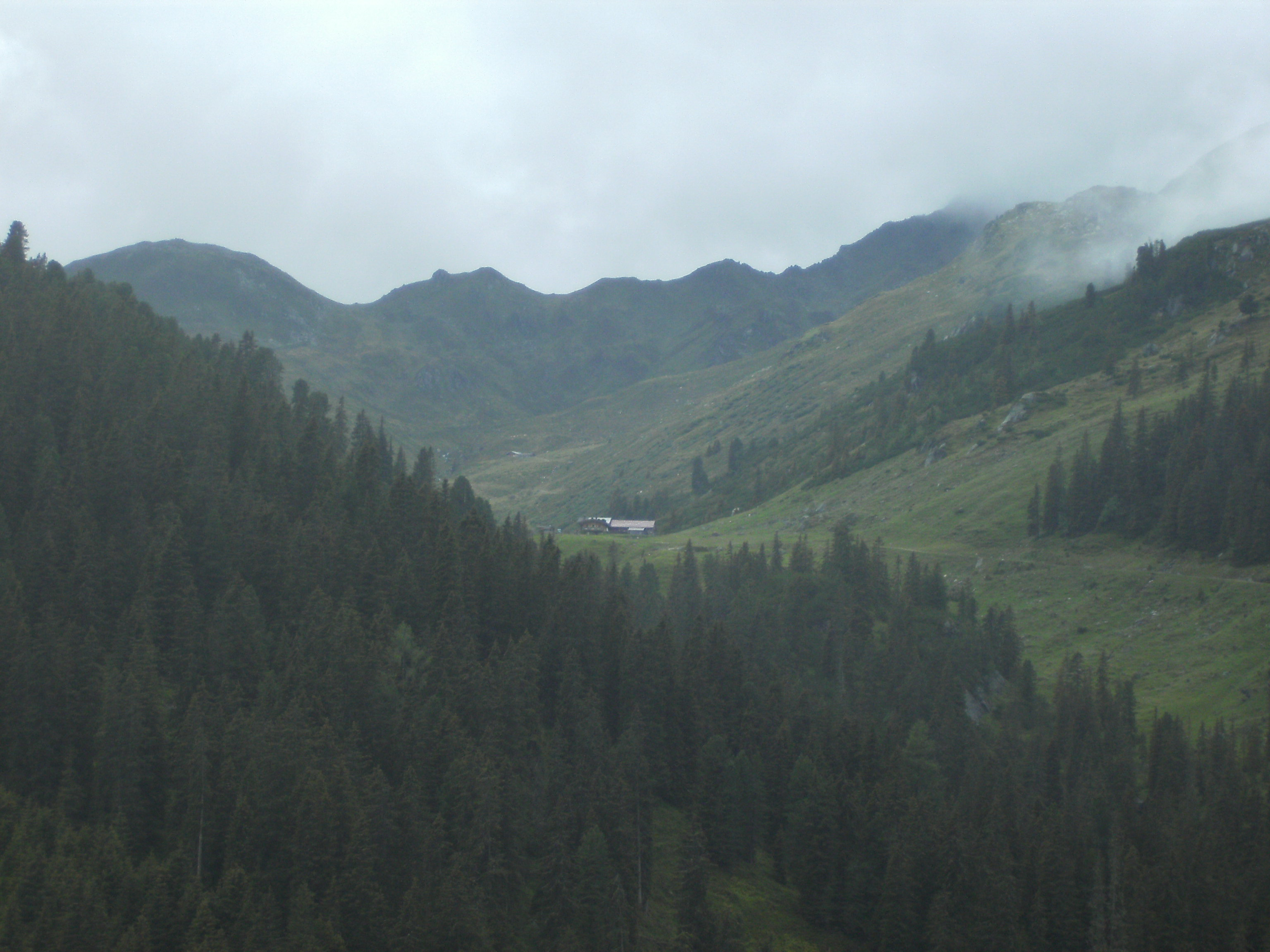
Hinteres Trattenbachtal mit Trattenbachalmen

Das Tal ist von Süden über Wanderwege von Vorderkrimml und Wald über Vorderwaldberg und von Rosental (Gemeinde Neukirchen), Vendigersiedung und Neukirchen über den Güterweg Roßberg (Gemeinde Neukirchen) zu erreichen.

Der Weg das Tal hinein ist auch durch den Goethewegs mit Stationen der Goetheschen Farblehre für Kinder ausgestattet, ein Projekt der Abteilung Naturschutz des Landes Salzburg, im Umfeld des Nationalparks Hohe Tauern.
Durch dieses Tal kann man zum Steinkogel/Speikkogel (Kitzbühler Alpen) (2299/2232 m), Kröndlhorn (2444 m), Wildkogel (2224 m), Gamskogel (Kitzbüheler Alpen) (2206 m) und Großen Rettenstein (2366 m) aufsteigen. Das Tal kann auch für Touren im benachbarten Tirol genutzt werden. Wandert man das Filzbachtal weiter, kann man den Kitzbüheler Hauptkamm überschreiten und gelangt durch das Windauer Achental nach Westendorf. Der Arnoweg (AW), der Salzburgweite Weitwanderweg, quert das Tal (Etappe 18 Steineralm (Pinzgau) – Krimml,
Fortsetzung des Pinzgauer Spaziergangs von Zell am See nach Westen).
 Die Talung ist auch beliebtes Mountainbikegebiet.
Bewirtschaftet sind sommers Sonntagalm und Trattenbachalm (beide privat).
Winters ist das Tal gutes, recht sicheres Tourengebiet, die (alte) Sonntagalm steht als Selbstversorgerhütte zur Verfügung.